# Gerardus Albertus Heldoorn
Gerardus Albertus Heldoorn (Huizum, 31 mei 1899 – Leeuwarden, 2 oktober 1965) was een Nederlands architect.
Heldoorn werkte veel voor de Leidse modefirma Zürloh en voor C&A en Peek & Cloppenburg. Hij ontwierp diverse winkelpuien in Leiden, waaronder die van Breestraat 175 en Botermarkt 8.

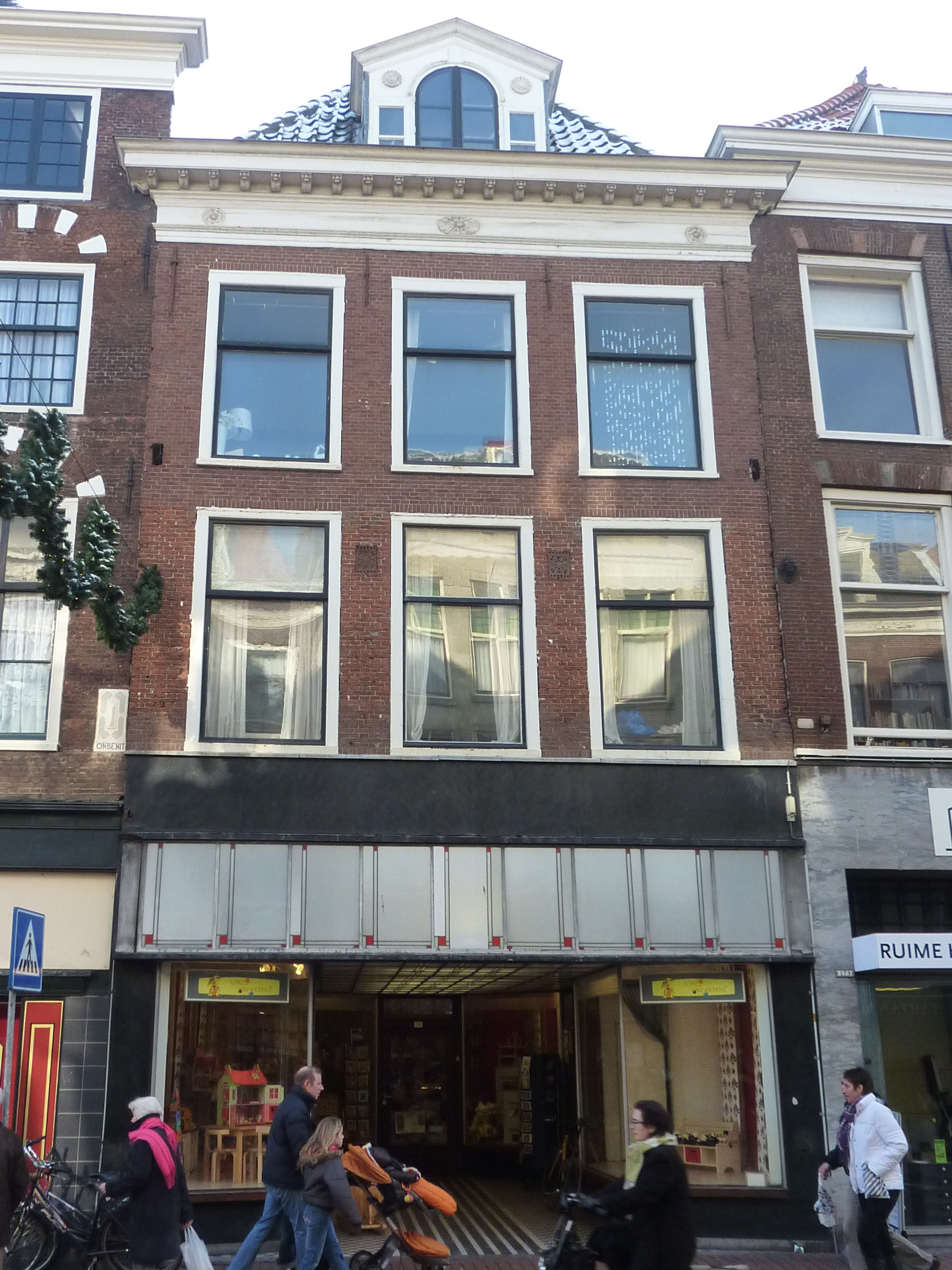
Breestraat 175
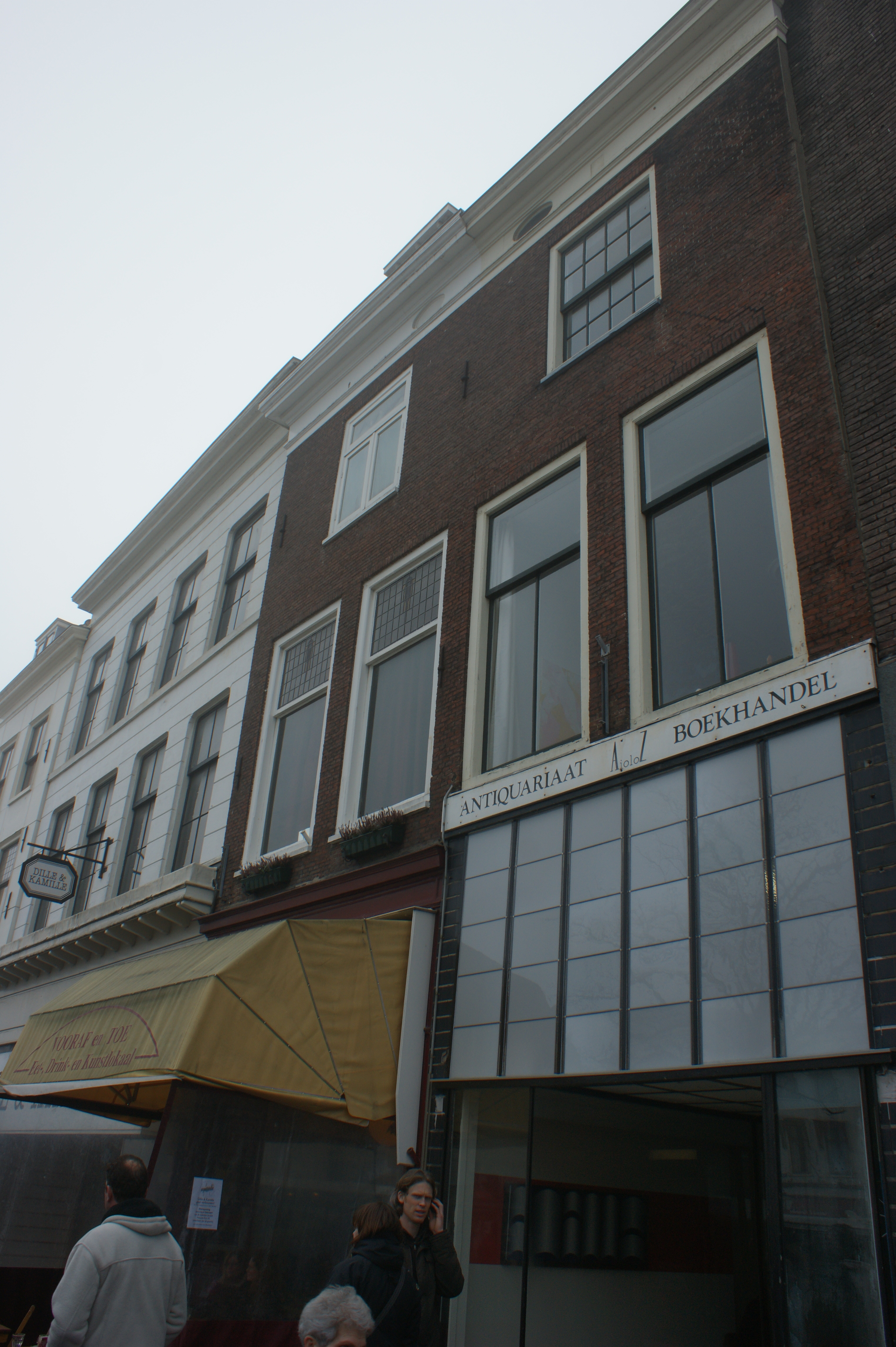
Botermarkt 8